# Dolní Výšina
Dolní Výšina je malá vesnice, část obce Obora v okrese Tachov v Plzeňském kraji. Nachází se asi čtyři kilometry severovýchodně od Obory. Prochází zde silnice II/199. Je zde evidováno 9 adres. V roce 2011 zde trvale žilo dvanáct obyvatel.
Dolní Výšina leží v katastrálním území Obora u Tachova o výměře 13,48 km².

## Historie
První písemná zmínka o vesnici pochází z roku 1713.

## Obyvatelstvo
| Rok            | 1869 | 1880 | 1890 | 1900 | 1910 | 1921 | 1930 | 1950 | 1961 | 1970 | 1980 | 1991 | 2001 | 2011 | 2021 |
| -------------- | ---- | ---- | ---- | ---- | ---- | ---- | ---- | ---- | ---- | ---- | ---- | ---- | ---- | ---- | ---- |
| Počet obyvatel | 0    | 0    | 0    | 0    | 0    | 0    | 0    | 0    | 19   | 18   | 40   | 25   | 14   | 12   | 19   |
| Počet domů     | 0    | 0    | 0    | 0    | 0    | 0    | 0    | 0    | 4    | 4    | 8    | 8    | 6    | 8    | 8    |

## Obecní správa
Původně šlo o samostatnou obec s názvem Ringelberg. Po druhé světové válce byla osadou obce Obora a došlo k jejímu rozdělení na Dolní Výšinu a Horní Výšinu, přičemž Horní přešla roku 1961 pod obec Halže a Dolní pod obec Lučina. Po jejím zatopení opět spadala dne 26. listopadu 1971 pod obec Halže, kdy se konaly obecní volby, ale od 24. listopadu 1990 se vrátila k obci Obora.